# Butterfield (Texas)
Butterfield è un census-designated place degli Stati Uniti d'America, situato nella contea di El Paso dello Stato del Texas.
La popolazione era di 114 persone al censimento del 2010. Fa parte dell'area metropolitana di El Paso.

## Geografia fisica
Butterfield è situata a 31°50′03″N 106°05′34″W (31.834236, -106.092697).
Secondo lo United States Census Bureau, ha un'area totale di 3,2 miglia quadrate (8,3 km²).

## Società

### Evoluzione demografica
Secondo il censimento del 2000, c'erano 61 persone, 18 nuclei familiari e 14 famiglie residenti nella città. La densità di popolazione era di 19,3 persone per miglio quadrato (7,5/km²). C'erano 21 unità abitative a una densità media di 6,6 per miglio quadrato (2,6/km²). La composizione etnica della città era formata dall'85,25% di bianchi, il 6,56% di altre razze, e l'8,20% di due o più etnie. Ispanici o latinos di qualunque razza erano l'81,97% della popolazione.
C'erano 18 nuclei familiari di cui il 50,0% aveva figli di età inferiore ai 18 anni, il 55,6% erano coppie sposate conviventi, il 22,2% aveva un capofamiglia femmina senza marito, e il 16,7% erano non-famiglie. Il 16,7% di tutti i nuclei familiari erano individuali e il 5,6% aveva componenti con un'età di 65 anni o più che vivevano da soli. Il numero di componenti medio di un nucleo familiare era di 3,39 e quello di una famiglia era di 3,73.
La popolazione era composta dal 32,8% di persone sotto i 18 anni, l'11,5% di persone dai 18 ai 24 anni, il 31,1% di persone dai 25 ai 44 anni, il 21,3% di persone dai 45 ai 64 anni, e il 3,3% di persone di 65 anni o più. L'età media era di 30 anni. Per ogni 100 femmine c'erano 103,3 maschi. Per ogni 100 femmine dai 18 anni in giù, c'erano 78,3 maschi.
Il reddito medio di un nucleo familiare era di 8.750 dollari, e quello di una famiglia era di 8.750 dollari. I maschi avevano un reddito medio di 0 dollari contro i 6.250 dollari delle femmine. Il reddito pro capite era di 4.526 dollari. C'erano il 100,0% delle famiglie e il 100,0% della popolazione che vivevano sotto la soglia di povertà, incluso nessuno sotto i 18 anni e nessuno sopra i 64 anni.